# Scopula astrabes
Scopula astrabes är en fjärilsart som beskrevs av Louis Beethoven Prout 1932. Scopula astrabes ingår i släktet Scopula och familjen mätare. Inga underarter finns listade.